# Fléville-Lixières
Pour les articles homonymes, voir Fléville (homonymie) et Lixières.
Fléville-Lixières est une commune française située dans le département de Meurthe-et-Moselle en région Grand Est.

## Géographie
| Norroy-le-Sec            | Anoux             | Lantéfontaine |
| Gondrecourt-Aix Béchamps | Fléville-Lixières | Lubey         |
| Mouaville                | Thumeréville      | Ozerailles    |

### Hydrographie

#### Réseau hydrographique
La commune est traversée par la ligne de partage des eaux entre les bassins versants du Rhin et de la Meuse au sein du bassin Rhin-Meuse. Elle est drainée par le ruisseau de Fleville-Lixieres, le ruisseau de la Tanche et le ruisseau le Rawe,.

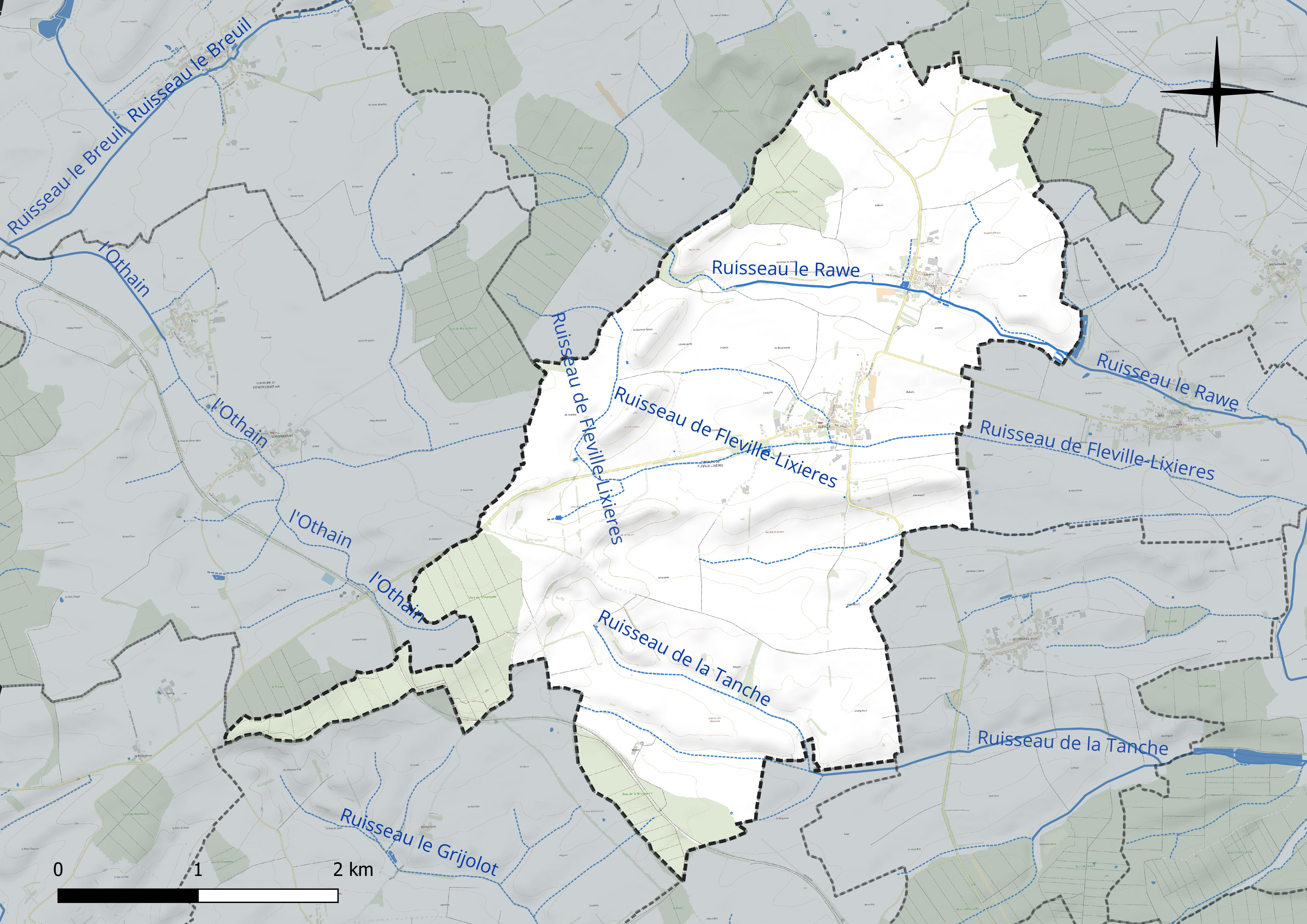
Réseau hydrographique de Fléville-Lixières.

#### Gestion et qualité des eaux
Le territoire communal est couvert par le schéma d'aménagement et de gestion des eaux (SAGE) « Bassin ferrifère ». Ce document de planification concerne le périmètre des anciennes galeries des mines de fer, des aquifères et des bassins versants hydrographiques associés qui s’étend sur 2 418 km2. Les bassins versants concernés sont celui de la Chiers en amont de la confluence avec l'Othain, et ses affluents (la Crusnes, la Pienne, l'Othain), celui de l'Orne et ses affluents et celui de la Fensch, le Veymerange, la Kiesel et les parties françaises du bassin versant de l'Alzette et de ses affluents (Kaylbach, ruisseau de Volmerange). Il a été approuvé le 27 mars 2015. La structure porteuse de l'élaboration et de la mise en œuvre est la région Grand Est. 
La qualité des cours d’eau peut être consultée sur un site dédié géré par les agences de l’eau et l’Agence française pour la biodiversité. 

### Climat
Pour des articles plus généraux, voir Climat du Grand Est et Climat de Meurthe-et-Moselle.
En 2010, le climat de la commune est de type climat des marges montargnardes, selon une étude du Centre national de la recherche scientifique s'appuyant sur une série de données couvrant la période 1971-2000. En 2020, Météo-France publie une typologie des climats de la France métropolitaine dans laquelle la commune est exposée à un climat semi-continental et est dans la région climatique  Lorraine, plateau de Langres, Morvan, caractérisée par un hiver rude (1,5 °C), des vents modérés et des brouillards fréquents en automne et hiver. 
Pour la période 1971-2000, la température annuelle moyenne est de 9,7 °C, avec une amplitude thermique annuelle de 16,2 °C. Le cumul annuel moyen de précipitations est de 860 mm, avec 12,9 jours de précipitations en janvier et 9,3 jours en juillet. Pour la période 1991-2020, la température moyenne annuelle observée sur la station météorologique de Météo-France la plus proche, « Rouvres-en-woevre », sur la commune de Rouvres-en-Woëvre à 10 km à vol d'oiseau, est de 10,8 °C et le cumul annuel moyen de précipitations est de 668,3 mm. 
La température maximale relevée sur cette station est de 40,2 °C, atteinte le 24 juillet 2019 ; la température minimale est de −15,4 °C, atteinte le 7 février 2012,,. 
Les paramètres climatiques de la commune ont été estimés pour le milieu du siècle (2041-2070) selon différents scénarios d'émission de gaz à effet de serre à partir des nouvelles projections climatiques de référence DRIAS-2020. Ils sont consultables sur un site dédié publié par Météo-France en novembre 2022.

## Urbanisme

### Typologie
Au 1er janvier 2024, Fléville-Lixières est catégorisée commune rurale à habitat dispersé, selon la nouvelle grille communale de densité à sept niveaux définie par l'Insee en 2022.
Elle est située hors unité urbaine. Par ailleurs la commune fait partie de l'aire d'attraction de Val de Briey, dont elle est une commune de la couronne,. Cette aire, qui regroupe 14 communes, est catégorisée dans les aires de moins de 50 000 habitants,.

### Occupation des sols
L'occupation des sols de la commune, telle qu'elle ressort de la base de données européenne d’occupation biophysique des sols Corine Land Cover (CLC), est marquée par l'importance des territoires agricoles (86,3 % en 2018), une proportion identique à celle de 1990 (86,3 %). La répartition détaillée en 2018 est la suivante : terres arables (71,6 %), forêts (13,7 %), prairies (8,3 %), zones agricoles hétérogènes (6,4 %). L'évolution de l’occupation des sols de la commune et de ses infrastructures peut être observée sur les différentes représentations cartographiques du territoire : la carte de Cassini (XVIIIe siècle), la carte d'état-major (1820-1866) et les cartes ou photos aériennes de l'IGN pour la période actuelle (1950 à aujourd'hui).

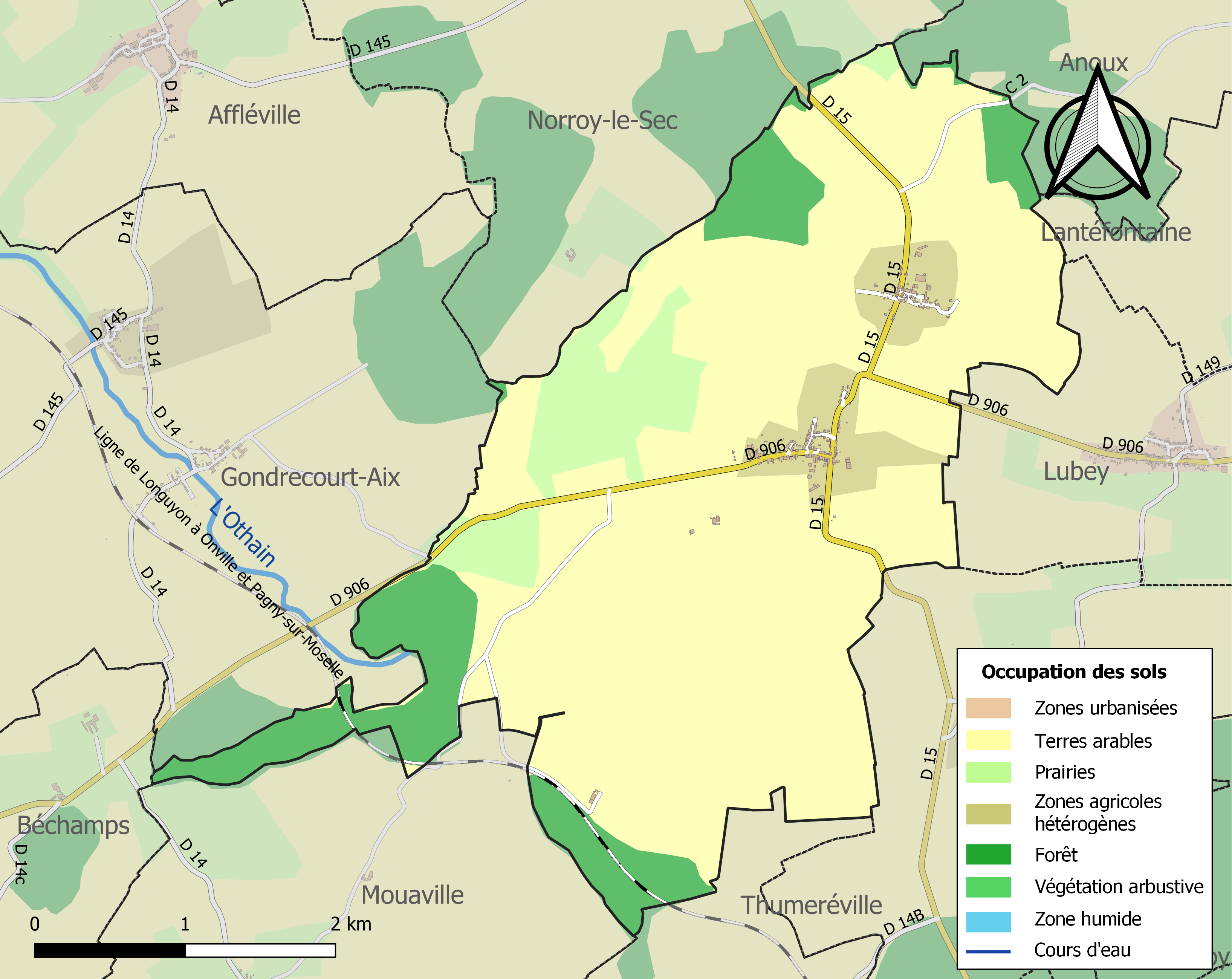
Carte des infrastructures et de l'occupation des sols de la commune en 2018 (CLC).

## Toponymie
Fléville est attesté sous les formes Fleiville (1270) ; Flueville (1391) ; Fleyville (XVe siècle) ; Fleville (1420) ; La fourteresse de Flevitlle (1464) ; Flaville (XVIIe siècle) ; Flevil (1674) ; Fleville en Woivre (1779).

Lixières, ancien hameau, est attesté sous les formes Lincerium (1264) ; Th. de Lincières (1285) ; Lexières (1334) ; Leschières (XIVe siècle) ; Linzeris (1397) ; Lexir (XVe siècle) ; Lixiers (XVe siècle) ; Luisières (1423) ; Lixieire (1429) ; Lissières (1442) ; Lexère, Luxure (1444) ; Luxier, Lexier, Lexiers (1519) ; Lexière (1551) ;Lissehers (1594) ; Lixeire; Lixière-sur-Seille (1779) ; Lixières ou Lissier (1719) ; Lixière en Woivre (1779).
Le nom primitif du village serait peut-être *Licsarias, forme hypothétique. Cependant rien n'indique que cette formation soit gallo-romane, c'est pourquoi Ernest Nègre considère qu’il s'agit d’une formation toponymique médiévale qui représente le mot de la langue d'oïl au pluriel lescheres « lieu plein de roseaux », ce terme est formé sur l'ancien français lesche > laîche (carex) « roseau des marais », suivi du suffixe -aria > -aire > -(i)ère. L'étymologie du mot laîche est cependant incertaine.
Dans certains pays d’élevage, les laîches étaient fauchées pour servir de litière.

## Histoire
Village de l'ancienne province du Barrois. En 1806 fusion entre Fléville (paroisse Saint-Laurent) et Lixières (paroisse Saint-Pierre).

Histoire politique (seconds tours des présidentielles) : 

## Politique et administration
| Période                                  | Période      | Identité             | Étiquette | Qualité                                                         |
| ---------------------------------------- | ------------ | -------------------- | --------- | --------------------------------------------------------------- |
| Les données manquantes sont à compléter. |              |                      |           |                                                                 |
| 1965                                     | 1989         | Roger Morbois        |           |                                                                 |
| 1989                                     | mars 2001    | Jean-Claude Mataigne |           |                                                                 |
| mars 2001                                | 2014         | Claude Moinaux       |           |                                                                 |
| mars 2014                                | juillet 2020 | Gérard Henryon       |           | Fonctionnaire de catégorie B                                    |
| juillet 2020                             | En cours     | Émilie Weinsberg,    |           | Profession intermédiaire administrative de la fonction publique |

## Population et société

### Démographie
L'évolution du nombre d'habitants est connue à travers les recensements de la population effectués dans la commune depuis 1793. Pour les communes de moins de 10 000 habitants, une enquête de recensement portant sur toute la population est réalisée tous les cinq ans, les populations de référence des années intermédiaires étant quant à elles estimées par interpolation ou extrapolation. Pour la commune, le premier recensement exhaustif entrant dans le cadre du nouveau dispositif a été réalisé en 2005.

En 2022, la commune comptait 300 habitants, en évolution de −3,54 % par rapport à 2016 (Meurthe-et-Moselle : −0,13 %, France hors Mayotte : +2,11 %).
| 1793 | 1800 | 1806 | 1821 | 1836 | 1841 | 1861 | 1866 | 1872 |
| ---- | ---- | ---- | ---- | ---- | ---- | ---- | ---- | ---- |
| 404  | 180  | 408  | 449  | 507  | 498  | 539  | 509  | 494  |

| 1876 | 1881 | 1886 | 1891 | 1896 | 1901 | 1906 | 1911 | 1921 |
| ---- | ---- | ---- | ---- | ---- | ---- | ---- | ---- | ---- |
| 500  | 475  | 472  | 396  | 371  | 342  | 346  | 319  | 269  |

| 1926 | 1931 | 1936 | 1946 | 1954 | 1962 | 1968 | 1975 | 1982 |
| ---- | ---- | ---- | ---- | ---- | ---- | ---- | ---- | ---- |
| 226  | 244  | 235  | 213  | 224  | 212  | 208  | 192  | 221  |

| 1990 | 1999 | 2005 | 2006 | 2010 | 2015 | 2020 | 2022 | - |
| ---- | ---- | ---- | ---- | ---- | ---- | ---- | ---- | - |
| 252  | 245  | 241  | 239  | 280  | 307  | 303  | 300  | - |

## Culture locale et patrimoine

### Lieux et monuments
- Présence gallo-romaine.

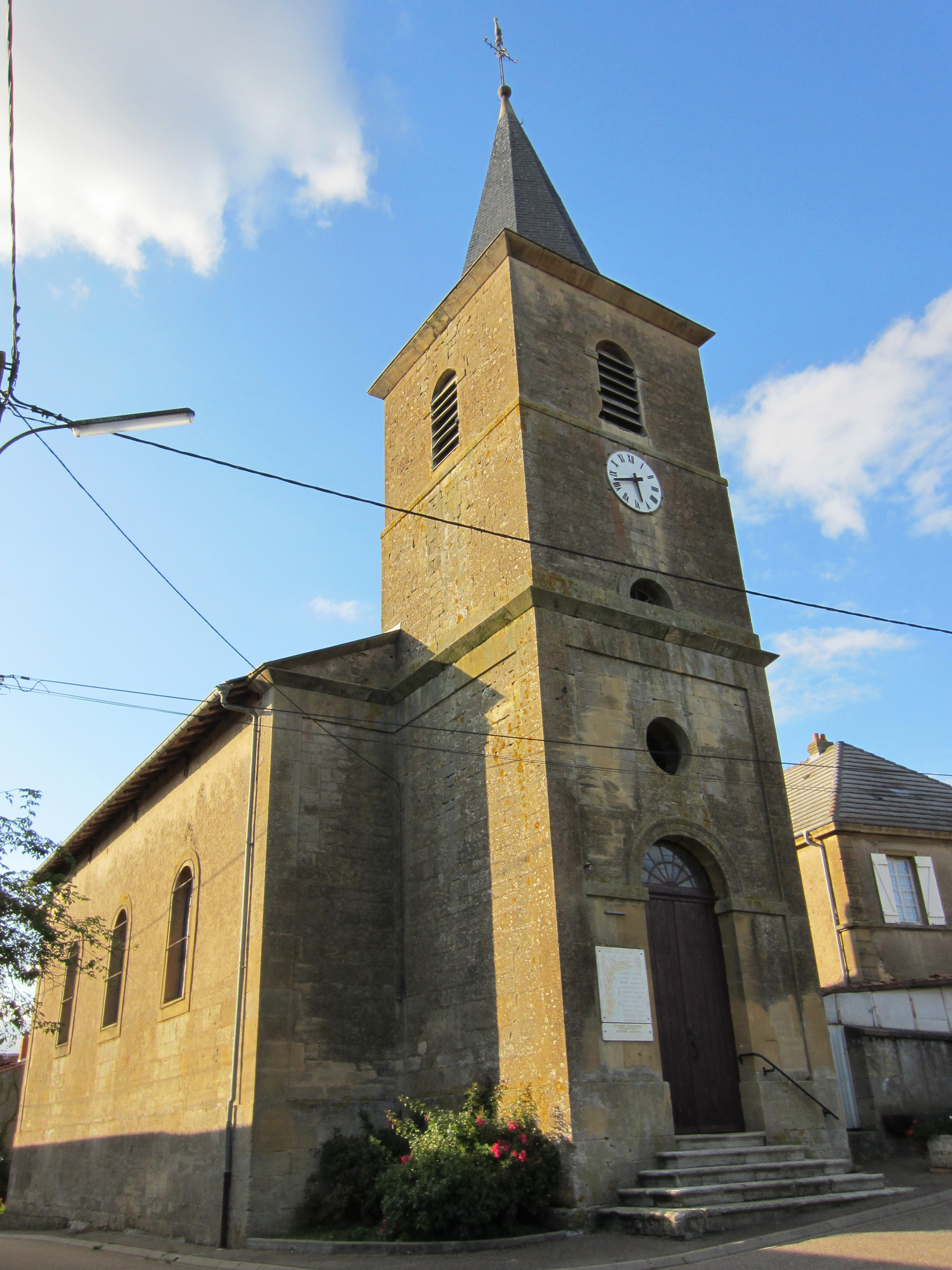
Église paroissiale Saint-Pierre à Lixières.

- Château, situé 9 rue de Verdun. Vestiges d'un ancien château XVIe ou  XVIIe siècle ayant appartenu à la famille des Armoises ; et détruit au XVIIe siècle.
- Église paroissiale Saint-Laurent à Fléville construite en 1869 ; en remplacement de l'ancienne église de 1765.
- Église paroissiale Saint-Pierre à Lixières reconstruite en 1836.

### Héraldique
| Blason de Fléville-Lixières | Blason  | D'argent au poirier de sinople, fruité d'or, mouvant de la pointe, chapé ployé d'azur chargé à dextre d'un gril renversé d'or en pal et à senestre d'une clef du même. |
| Blason de Fléville-Lixières | Détails | Le statut officiel du blason reste à déterminer. |